# Eternity (Film)
Eternity ist ein US-amerikanisches Porno-Kostüm-Drama des Regisseurs Brad Armstrong aus dem Jahr 2005.

## Handlung
Silvia bekommt an ihrer Hochzeit ein Amulett von ihrer Mutter geschenkt. Das Amulett birgt eine Geschichte, welche im 18. Jahrhundert spielt. Damals waren ihre Familienvorfahren verschuldet. Als der Vater starb, sollte das Haus an Sir Adam Dalton verpfändet werden. Um dies zu vermeiden, stimmt die jüngste Tochter zu, den Landherrn Sir Dalton zu heiraten. Dann merkt sie jedoch, dass der Landherr kaltherzig ist und seine Arbeiter in den Minen unterdrückt und betrügt. Als sie ihn verlassen will, erschießt er ihr Lieblingspferd. Darauf beschließt sie, sich den Rebellen anzuschließen, die die Vorräte von Dalton plündern und die Beute an die Arbeiter weiterverteilen. Auf einem ihrer Raubzüge lernt sie Michael Collins kennen, in welchen sie sich verliebt. Sie werden jedoch von Sir Adam verfolgt.

## Auszeichnungen
- 2006: AVN Award - Best Actor - Film (Randy Spears)
- 2005: XRCO Award - Best Actor - Single Performance (Randy Spears)

## Nominierungen
- 2006: AVN Award - Best Anal Sex Scene - Film (Keri Sable und Randy Spears)
- 2006: AVN Award - Best Supporting Actress (Jessica Drake)
- 2006: AVN Award - Best Film
- 2006: AVN Award - Best Actress
- 2006: AVN Award - Best Director